# فرودگاه شهری پکین
فرودگاه شهری پکین (به انگلیسی: Pekin Municipal Airport) یک فرودگاه همگانی بهره‌برداری هوایی است که یک باند فرود آسفالت دارد و طول باند آن ۱۵۲۴ متر است. این فرودگاه در کشور ایالات متحده آمریکا قرار دارد و در ارتفاع ۱۶۲ متری از سطح دریا واقع شده است.